# Bayraktar TB2
Bayraktar TB2 – bezzałogowy rozpoznawczo-bojowy aparat latający (ang. unmanned combat aerial vehicle, UCAV), klasy MALE (ang. Medium-Altitude Long-Endurance; pol. średni pułap i duża długotrwałość lotu), produkcji tureckiej firmy Baykar Makina.

## Historia

### Geneza

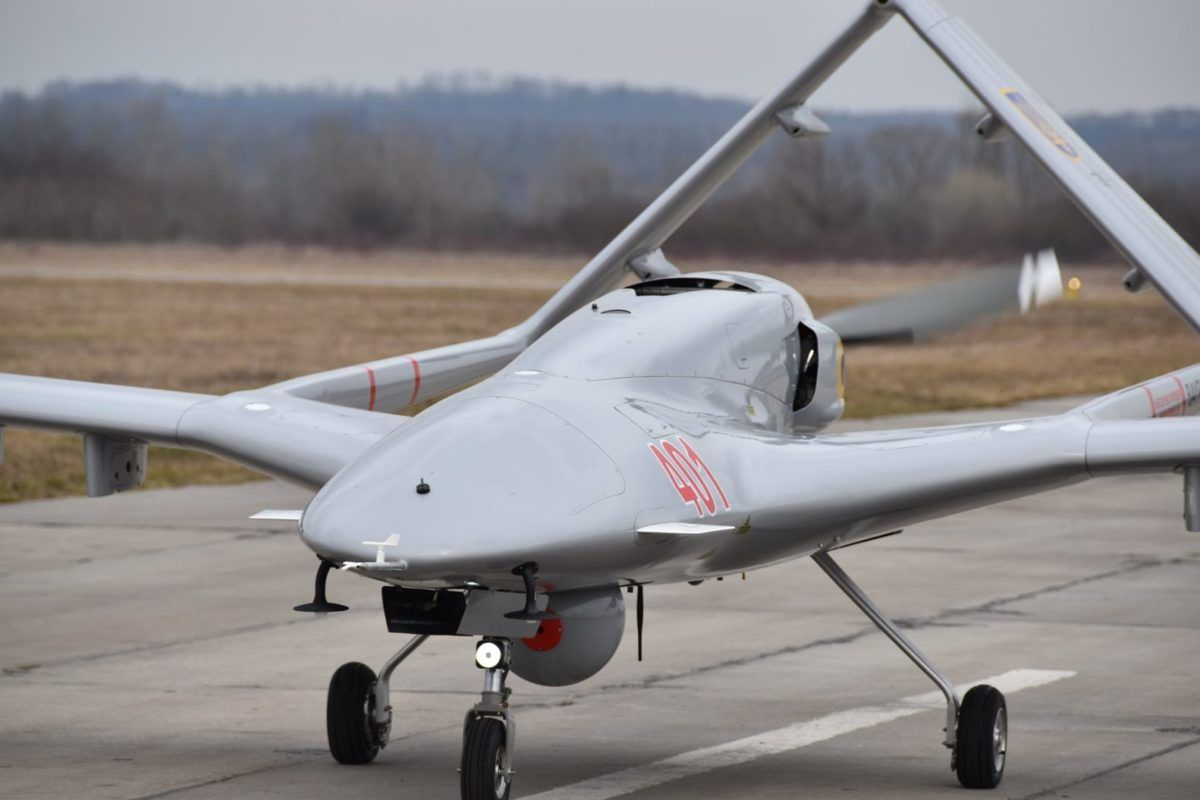
TB2 w służbie ukraińskiej

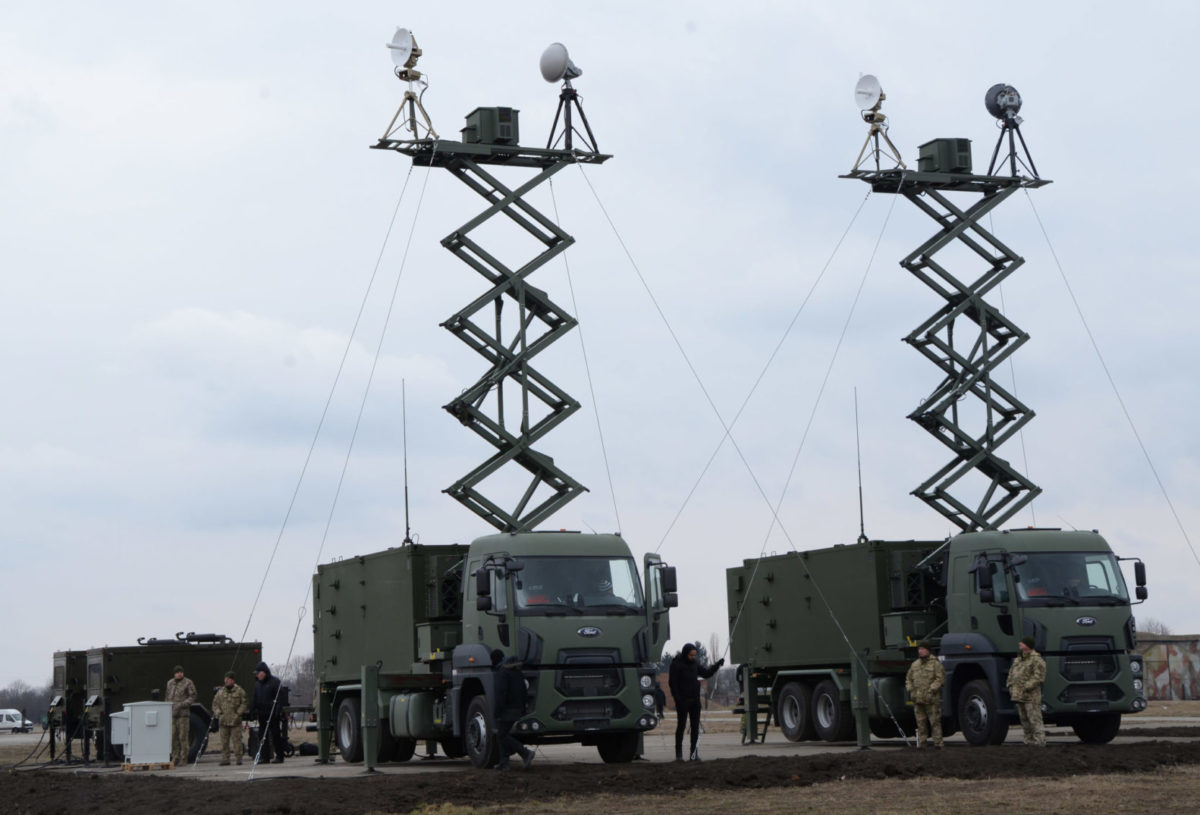
Stacje kierowania i kontroli systemu TB2

Na początku XXI wieku rozpoczął się gwałtowny rozwój technologii bezzałogowych statków powietrznych. Ich szerokie i efektywne wykorzystanie przez amerykańskie wojska w Afganistanie i Iraku przyczyniło się do rozpropagowania idei użycia bezzałogowych aparatów w działaniach rozpoznawczych, zwiadowczych oraz bojowych. Ich potencjał został dostrzeżony również w Turcji, mającej dobre stosunki w owym okresie ze Stanami Zjednoczonymi, oraz drugim krajem będącym pionierem w użyciu i produkcji bezzałogowych samolotów, Izraelem. Turcja od dziesięcioleci prowadzi walkę z bojownikami kurdyjskimi na górzystych obszarach swojego kraju. Wsparcie ze strony tanich w eksploatacji i prostych w użyciu bezzałogowych aparatów, których nadzorem można by objąć trudno dostępne rejony, w których ukrywali się i działali kurdyjscy peszmergowie, pozwoliłoby ograniczyć straty w ludziach oraz koszty tradycyjnych operacji poszukiwawczo-patrolowych realizowanych przy użyciu narażonych na pułapki i zasadzki tureckich żołnierzy. Kierując się taką strategią, Turcja podjęła decyzję o zakupie maszyn typu UAV. Pomimo dobrych kontaktów z ich wiodącymi wówczas producentami, Izraelem i Stanami Zjednoczonymi, realizacja zakupu napotkała trudności. Od czasu tureckiej inwazji na Cypr w 1974 roku sprzedaż broni do Turcji podlega ograniczeniom i restrykcjom. Pomimo to w 1993 roku Turcji udało się nabyć 22 egzemplarze rozpoznawczych GNAT-750. Tureccy żołnierze mieli wcześniejsze doświadczenia z GNAT-750, który był używany przez operatorów Centralnej Agencji Wywiadowczej do kontroli północnych obszarów Iraku. Zakupiono sześć standardowych GNAT-750 oraz szesnaście I-GNAT ER. Ich eksploatacja okazała się jednak dalece odbiegać od oczekiwań. Maszyny były awaryjne, surowy klimat wschodniej Turcji wielokrotnie uniemożliwiał podjęcie akcji przez wrażliwe na kaprysy pogody GNAT-750. Dodatkowo dostarczany materiał wideo był złej jakości. W 2006 roku Turcja skierowała się do Izraela – drugiego ze swoich ówczesnych sojuszników, dysponujących odpowiednią technologią. Zakupiono wówczas 10 aparatów rozpoznawczych IAI Heron. Niestety dla Turcji, również one nie spełniły pokładanych w nich nadziei. Aparaty okazały się wysoce zawodne, a ich rzeczywiste parametry lotu odbiegały od tych deklarowanych przez producenta. Sytuacja była na tyle napięta, że turecki minister obrony Nurettin Canikli publicznie oskarżył przebywających w Turcji izraelskich serwisantów o celowe sabotowanie pracy i działań aparatów IAI Heron. W kolejnych latach relacje z Izraelem popsuły się na tyle, iż pozyskanie nowych aparatów z tego źródła stało się niemożliwe. Z drugiej strony również Stany Zjednoczone ze względu na utrzymanie swoich wiodących relacji z Izraelem nie były chętne, aby sprzedać Turcji MQ-1 Predator. W kręgu zainteresowań tureckich sił zbrojnych znalazł się również amerykański uderzeniowy MQ-9 Reaper, ale sprzedaż tego aparatu do Turcji została zablokowana przez administrację Baracka Obamy. Tym samym jedynym pewnym źródłem pozyskania nowego sprzętu pozostał rodzimy przemysł turecki.

### Program
W 2007 roku Podsekretariat Przemysłu Obronnego Turcji rozpoczął projekt Rozwoju Taktycznego Bezzałogowego Statku Powietrznego. Celem projektu była budowa aparatu klasy MALE, zdolnego do operowania w powietrzu przez 8 godzin i wyniesieniu na wysokość 6000 m użytecznego ładunku o masie rzędu 35 kg. Swój akces do programu zgłosiły dwie firmy. Vestel z projektem samolotu Karayel oraz Baykar Makina z maszyną oznaczoną jako Çaldıran. Baykar zaprojektował wolnonośny średniopłat ze skrzydłami o dużym wydłużeniu i stałym podwoziem z przednim podparciem. Maszynę zaprojektowano w układzie dwubelkowym. Na końcach obydwu belek znajdowały się pionowe stery kierunku, belki połączone były sterem wysokości. Samolot napędzany był komercyjnym silnikiem tłokowym ze śmigłem pchającym umieszczonym w tylnej części gondoli kadłubowej. 8 czerwca 2009 roku aparat po raz pierwszy wzniósł się w powietrze. Do prób w locie wybudowano dwa prototypy. Jeden z nich 30 września tego samego roku uległ katastrofie w wyniku błędu operatora kontrolującego wznoszenie samolotu. Pomimo katastrofy, 3 października 2009 roku maszyna została zaprezentowana oficjalnej delegacji wojska. Projekt Baykara zaprezentował całkowicie autonomiczny start, poprzedzony samodzielnym manewrem kołowania na pas startowy, lot po zaprogramowanej trasie i autonomiczne lądowanie. Próby i zaprojektowany system zostały ocenione na tyle pozytywnie, iż 6 stycznia 2010 roku Podsekretariat Przemysłu Obronnego podjął decyzję o rozpoczęciu negocjacji z producentem na temat przyszłego zakupu. Wstępne zamówienie obejmowało dwa zestawy. Pojedynczy zestaw składał się z 6 aparatów latających i dwóch stacji kontroli naziemnej. Do podpisania umowy zakupu doszło dopiero dwa lata później, 20 grudnia 2011 roku.

### Projekt
Çaldıran był jedynie demonstratorem technologii i rozwiązań, mających znaleźć zastosowanie w docelowym aparacie. 6 stycznia 2012 roku oficjalnie rozpoczęto prace nad wersją oznaczoną jako Bayraktar Blok B, który ostatecznie miał się przerodzić w maszynę oznaczoną jako Bayraktar TB2 (Tactical Blok 2). Przekonstruowano usterzenie samolotu. Zachowując dwubelkową konstrukcję, usunięto statecznik poziomy, a opierające się swoimi podstawami o belki stateczniki pionowe połączono ze sobą górnymi krawędziami, tworząc usterzenie w układzie odwróconego V. Na szczycie usterzenia pionowego zainstalowana została kamera, pozwalająca na obserwacje przedniej półsfery. Zwiększono rozpiętość skrzydeł, a każdy z płatów ma po dwa podskrzydłowe punkty do podwieszania wyposażenia zewnętrznego lub uzbrojenia. Pozostawiono układ napędowy, w którym tłokowy silnik Rotax 912 iS napędza dwułopatowe śmigło pchające. Zmodyfikowano podwozie – podwozie główne pozostało stałe, ale przednie koło podczas lotu chowane jest do wnęki w kadłubie. Zmiana spowodowana była instalacją pod kadłubem wielosensorowej, stabilizowanej głowicy obserwacyjno-celowniczej Wescam CMX-15D. Chowana przednia goleń nie ogranicza pola obserwacji głowicy. W głowicy umieszczona jest kamera termowizyjna wysokiej rozdzielczości, pracująca w średnim zakresie podczerwieni, kamera światła dziennego HD z obiektywem zmiennoogniskowym, laser podświetlający cel, pełniący jednocześnie funkcję dalmierza, oraz kamera HD, pracująca w warunkach niskiego poziomu oświetlenia. TB2 posiada możliwość prowadzenia misji o charakterze ELINT oraz COMINT, przechwytywania transmisji komunikacyjnych. Tego typu zadania realizowane są przy użyciu rodzimej produkcji systemu rozpoznania elektronicznego BSI-101. Głównym elementem systemu jest odbiornik fal radiowych, działający w zakresie od 10 MHz do 6 GHz. Spektrum działania systemu umożliwia monitorowanie klasycznej komunikacji radiowej, jak również cywilnych sieci telefonii komórkowych. Wyposażenie dodatkowe, montowane na podskrzydłowych zaczepach, standardowo może mieć masę 55 kg. Jednak po zmniejszeniu ilości paliwa, konstrukcyjnie skrzydła są zdolne do udźwignięcia ładunku o masie 150 kg. 140-litrowy zbiornik Çaldırana w wersji TB2 powiększono do 300 litrów. Zaletą jest duża długotrwałość lotu – 27 godzin, aczkolwiek zasięg łączności radiowej, bez radiotranslacji, ogranicza promień działania do 150 km od stacji kierowania. Większy zasięg możliwy jest do uzyskania albo w trybie autonomicznym – lotu po zaprogramowanej trasie, albo przy przełączaniu się na różne stacje naprowadzania rozlokowane na trasie.
Użyta głowica obserwacyjna umożliwia wykrycie człowieka z odległości 10 km. Duże pojazdy wojskowe wielkości np. zestawów przeciwlotniczych krótkiego zasięgu Pancyr-S1 mogą być wykrywane w optymalnych warunkach z odległości ponad 20 km, przekraczającej zasięg skuteczny ich radarów i uzbrojenia.

### Prototyp
Ukończony prototyp aparatu, oznaczony jako PT-1, z rejestracją TC-ERB, wzniósł się do swojego dziewiczego lotu 3 maja 2014 roku. Miesiąc później, 14 czerwca, samolot wzniósł się na rekordową wysokość 8238 metrów, dokonał tego z pełnym obciążeniem. W dniach 5–6 sierpnia tego samego roku samolot pomyślnie przebył próbę długotrwałości lotu, utrzymując się w powietrzu przez 24 godziny i 34 minuty. Maszyna przebyła w tym czasie 4040 km, osiągając wysokość lotu 5486 metrów. W trakcie odbywających się w Turcji w dniach 25–28 września pokazów lotniczych Istanbul Airshow 2014 po raz pierwszy zaprezentowano TB2 publiczności. W kolejnym miesiącu, 17 listopada rozpoczęto próby ukończonego zestawu operacyjnego, składającego się z sześciu samolotów i dwóch stacji kontroli. Próby miał na celu zapoznanie się z parametrami systemu i jego kompatybilnością z wymaganiami zamawiających tureckich sił zbrojnych. Próby pomyślnie ukończono, a pierwszy zestaw został oficjalnie przekazany odbiorcy 22 listopada 2014 roku. Kolejny, tak samo skonfigurowany zestaw, trafił do tureckich sił zbrojnych 16 czerwca 2015 roku. Gotowość operacyjną osiągnęły w 2016 roku.
Pierwotnie TB2 był przeznaczony zgodnie z wymaganiami jedynie do celów rozpoznawczych, jednak wkrótce konstrukcję dostosowano do przenoszenia uzbrojenia. Według informacji producenta, do grudnia 2020 roku wyprodukowano 154 aparaty TB2. Cenę samego bezpilotowca (bez zestawu naprowadzania) szacuje się na 2 miliony dolarów USA.

## Uzbrojenie

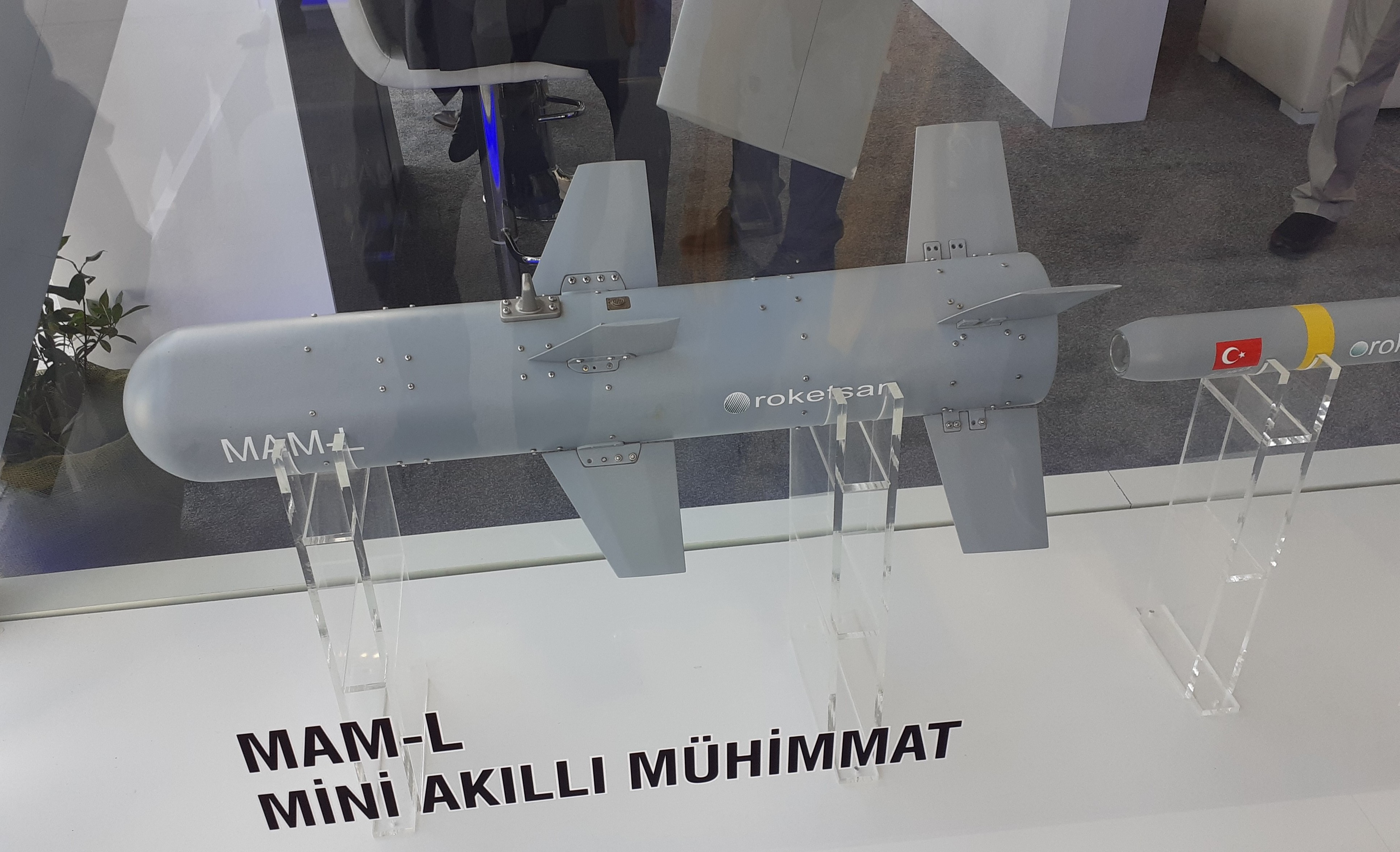
Roketsan MAM-L

Pierwsze dostarczone egzemplarze TB2 pozbawione były możliwości wykonywania zadań uderzeniowych. Tym niemniej, zamawiający oczekiwał możliwości wykonywania tego typu misji i już w 2015 roku przystosowano konstrukcję do przenoszenia uzbrojenia. Od 2017 roku TB2 są standardowo produkowane w wersji dostosowanej do przenoszenia uzbrojenia w postaci czterech bomb kierowanych. Udźwig uzbrojenia jest stosunkowo niewielki i wynosi 55 kg, a przy zmniejszonym zapasie paliwa 150 kg. Standardowym typem są szybujące bomby kierowane rodziny MAM (tur. Mini Akıllı Mühimmat) produkowane przez firmę Roketsan, określane też jako minibomby z uwagi na małą masę. Cięższą wersją jest MAM-L (MAM-Lazer) o masie 22,5 kg – litera „L” oznacza sposób naprowadzania pocisku na odbite światło lasera. MAM-L wywodzi się z konstrukcji śmigłowcowych przeciwpancernych pocisków UMTAS. Podstawową modyfikacją było usunięcie rakietowego silnika napędzającego oryginalne UMTAS, dzięki temu zabiegowi pociski MAM są o połowę krótsze i lżejsze. Pozostawiono półaktywny system naprowadzania na odbitą od celu wiązkę lasera, niezdejmowalne i nieskładane powierzchnie sterowe i fragment korpusu kadłuba pocisku. MAM-L po zrzuceniu jest w stanie osiągnąć poruszający się cel znajdujący się w odległości do 8 km od nosiciela. Na większym dystansie wiązka lasera oświetlająca cel ulega zbyt dużemu rozproszeniu. Istnieje możliwość zwiększenia zasięgu poprzez instalację inercyjnego układu nawigacji, sprzężonego z systemem GPS. W takiej konfiguracji zasięg wzrasta do 14 km, jednakże użycie tego typu układu sterowania ograniczone jest do atakowania celów nieruchomych, o znanych wcześniej współrzędnych. Pociski MAM-L mogą być wyposażone wymiennie w głowicę odłamkowo-burzącą, termobaryczną lub tandemową kumulacyjną o deklarowanej przebijalności 700 mm RHA.
4 marca 2021 roku przeprowadzono test nowej wersji pocisku MAM-L. Pocisk uderzył w oddalony o 16 km od punktu zrzutu cel morski. Nowością jest zasięg podświetlania celu, wynoszący 16 km wobec 8 km we wcześniejszym wariancie. Według niepotwierdzonych informacji, w takiej konfiguracji pocisk może wykorzystywać również inercyjny system nawigacji, przy współudziale pozycjonowania GPS.
Drugą dedykowaną dla TB2 bombą szybującą jest MAM-C (MAM-Cirit). Pocisk, podobnie jak wersja MAM-L, naprowadzany jest półaktywnie laserowo. W odróżnieniu od wersji „L”, dysponuje tylko jednym typem głowicy uniwersalnej, zdolnej do przebicia 200 mm stali RHA o średniej twardości (ang. Rolled Homogeneous Armour) i rażeniu odłamkami w promieniu 20 metrów. MAM-C jest również modyfikacją istniejącego wcześniej pocisku, 70 mm lekkiej, kierowanej rakiety Roketsan Cirit, oryginalnie przenoszonej przez znajdujące się na uzbrojeniu tureckiej armii śmigłowce szturmowe. I w tym przypadku usunięto napęd rakietowy, zmniejszając tym samym masę i długość pocisku. MAM-C waży 6,5 kg. TB2 może przenosić typowo dwie bomby MAM-L i dwie MAM-C, albo przy zmniejszonym zapasie paliwa, cztery MAM-L.
Nowo opracowanym szybującym pociskiem dedykowanym TB2 jest TÜBİTAK Bozok. Przy zasięgu lotu wynoszącym około 10 km, pocisk w pierwszej fazie lotu naprowadzany jest na cel przez bezwładnościowy system nawigacyjny. Po dotarciu nad cel pocisk kieruje się w jego stronę, przechwytując odbitą od celu wiązkę laserową. Pierwszy próbny zrzut amunicji BOZOK z pokładu TB2 odbył się 26 lipca 2018 roku. Aparat latający ma być zdolny po modyfikacji do przenoszenia sześciu pocisków tego typu. Bomba ma masę 16 kg i głowicę odłamkowo-burzącą detonowaną w powietrzu. Do połowy 2021 roku brak było potwierdzenia, czy uzyskała status operacyjny.

## Wersje
- TB2S – w trakcie eksploatacji aparatów na terenie Libii, gdzie samoloty musiały działać na ogromnych pustynnych obszarach kraju, zasięg łączności ograniczony był w praktyce do 150–200 km. Rozwiązaniem, które ma umożliwić kontrolę nad wykonującym swoje zadania samolotem, praktycznie z dowolnego miejsca na Ziemi, ma być wyposażenie samolotu w łącze satelitarne. Tego typu wersja, oznaczona jako TB2S, ujawniona została przez producenta 10 listopada 2020 roku. Jej charakterystyczną cechą jest widoczna wypukłość na grzbiecie, pod którą ukryta jest antena łączności satelitarnej[4].
- TB2T-AI – aparat otrzymał nową jednostkę napędową z turbodoładowaniem dzięki czemu prędkość przelotowa wzrosła do 300 km/h a pułap do ponad 9144 m. Zmodernizowano płatowiec poprawiając właściwości aerodynamiczne. Zwiększono maksymalną masę startową i masę ładunku użytecznego. Na pokładzie znalazło się miejsce dla trzech zaawansowanych komputerów do obróbki danych z wykorzystaniem algorytmów sztucznej inteligencji. Dzięki czemu maszyna otrzymała możliwość nawigowania w terenie, porównując bieżący obraz terenu nad którym leci z zapamiętanymi bazami map, czyniąc tym samym samolot odpornym na zakłócanie sygnału GPS przez potencjalnego przeciwnika. Maszyna może samodzielnie wykrywać i identyfikować cele, modyfikować swoją trasę przelotu w reakcji na wykryte stanowiska obrony przeciwlotniczej. Samodzielnie wykonać start i lądowanie w oparciu o system wykrywania i rozpoznawania pasów startowych. Samodzielnie, awaryjnie powrócić do bazy w przypadku zaistnienia sytuacji krytycznej[14].
- TB3 – powiększona wersja TB2, wyposażoną w mocniejszy silnik wysokoprężny o mocy 172 KM i powiększony płatowiec, o masie startowej ok. 1200 kg[13]. Dzięki temu nowy aparat ma możliwość przenoszenia większej masy uzbrojenia, w tym pocisków przeciwpancernych L-UMTAS[13]. Prace nad nim ujawniono w 2020 roku. Ma bazować między innymi na okręcie lotniczym TCG Anadolu[13].

## Użytkownicy
- Turcja

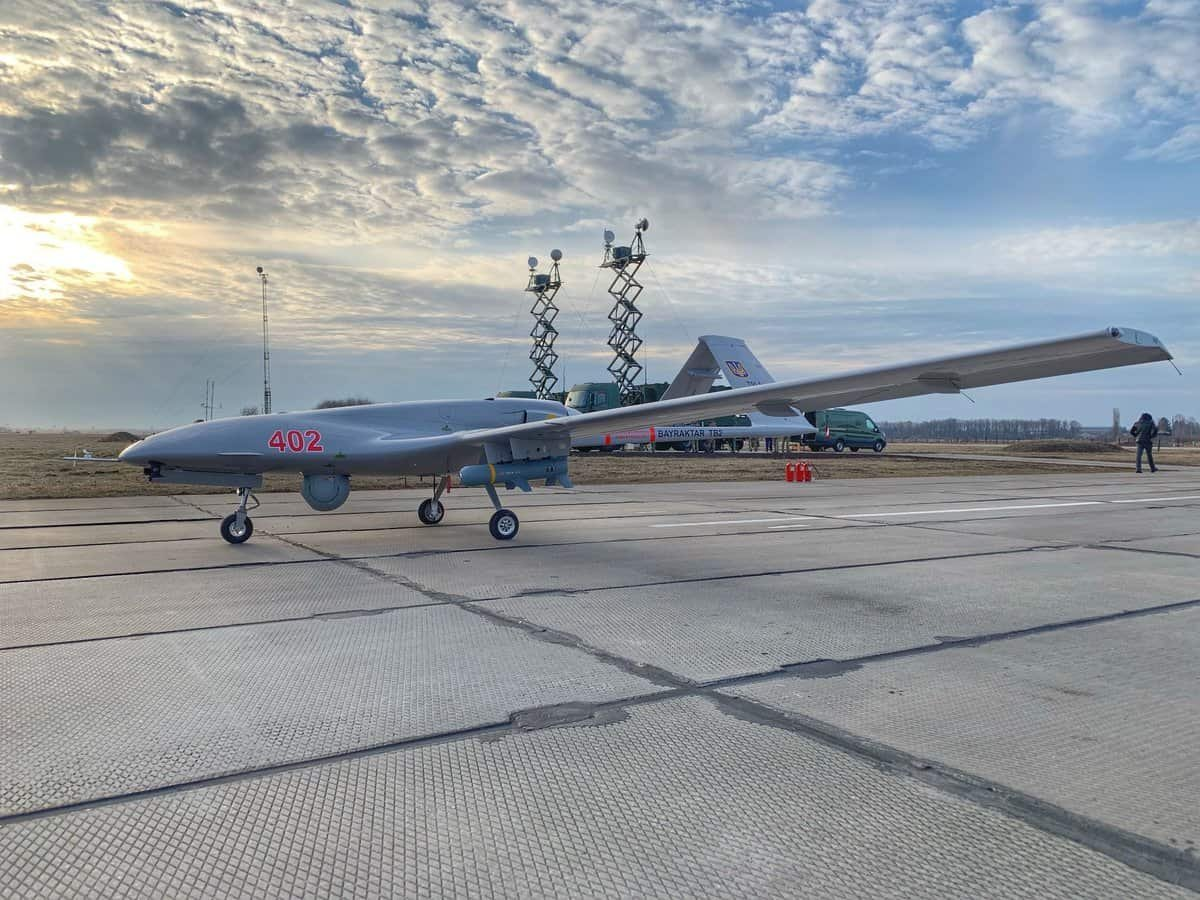
Bayraktar TB2 w służbie Sił Powietrznych Ukrainy

  - Tureckie Siły Zbrojne – zamówiono łącznie 151 dronów, z czego 110 jest w służbie[15][16][17][18].
  - Generalna Dyrekcja Bezpieczeństwa (Emniyet Genel Müdürlüğü) – 6 dronów[16].
  - Dowództwo Generalne Żandarmerii (Jandarma Genel Komutanlığı) – 12 dronów[19][16].
- Azerbejdżan – używane przez Azerbejdżańskie Siły Powietrzne[3].
- Katar – Katar był oficjalnym, pierwszym zagranicznym użytkownikiem tureckich aparatów. Katar miał już wcześniej dobre doświadczenia ze współpracy z producentem TB2, od którego nabył w 2012 roku dziesięć aparatów Bayraktar Mini. Stał się one tym samym pierwszymi bezzałogowymi samolotami znajdującymi się na uzbrojeniu sił zbrojnych Kataru. Umowę na zakup sześciu TB2, trzech ruchomych stacji kontroli, symulatorów niezbędnych do szkolenia personelu obsługującego samoloty, uzbrojenia w skład którego wchodzą pociski MAM-L i MAM-C zawarto w marcu 2018 roku[12]. Turcja zobowiązała się również do zapewnienia przez okres dwóch lat wsparcia logistycznego i technicznego w trakcie eksploatacji katarskich dronów. Ponadto turecki producent zobowiązał się do wybudowania Centrum Operacyjnego Bezzałogowych Aparatów Latających oraz zbudować od podstaw sieciowy system monitorowania i archiwizacji danych. Na początku lutego 2019 roku ukończono budowę ostatniego TB2, przeznaczonego dla Kataru. Katarskie aparaty weszły w skład jednostki Armed Forces Surveillance & Reconnaissance Center. Znajdujące się na stanie TB2 oficjalnie osiągnęły gotowość operacyjną 1 kwietnia 2020 roku[3].
- Maroko – 17 września 2021 roku dostarczono do Maroka pierwsze z zamówionych przez ten kraj TB2. Według niepotwierdzonych informacji, do podpisania umowy na zakup 12 lub 13 aparatów i czterech kontenerowych stacji kierowania doszło 13 kwietnia 2021 roku. Dodatkowo elementem umowy jest dostawa symulatora misji oraz cyfrowy system do magazynowania i obróbki danych. Producent wziął na swoje barki wyszkolenie personelu obsługującego aparaty oraz pozakupowe wsparcie logistyczne i techniczne eksploatowanych samolotów[13][20].
- Libia – używane przez siły GNA[3].

- Ukraina

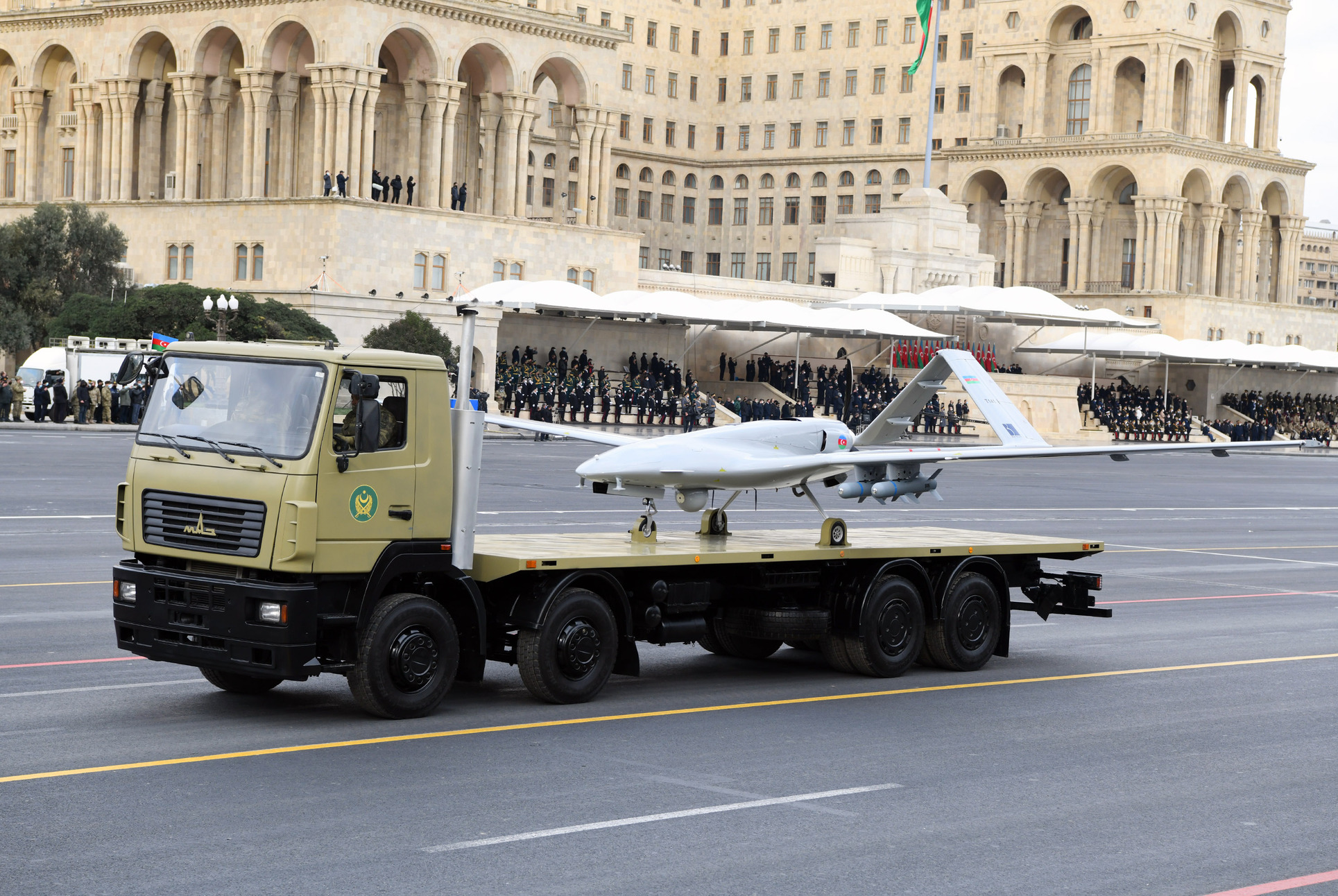
Bayraktar TB2 w służbie Azerbejdżanu podczas defilady wojskowej na ulicach Baku

  - Siły Powietrzne Ukrainy – 12 stycznia 2019 roku poinformowano o podpisaniu kompleksowego kontraktu na zakup samolotów TB2 dla Sił Powietrznych Ukrainy. Kontrakt obejmował sześć maszyn TB2, trzy mobilne stacje kontroli, symulator samolotu oraz uzbrojenie (200 pocisków MAM-L) za kwotę 69 milionów dolarów[6][3]. Turecki producent przeszkolił dodatkowo 50 osób ukraińskiego personelu. 20 marca tego samego roku, w trakcie uroczystości odbywającej się w bazie w Starokonstantynowie, oficjalnie przyjęto na uzbrojenie trzy pierwsze maszyny i dwie mobilne stacje kontroli, które znalazły się na wyposażeniu 383. Pułku Bezzałogowych Statków Powietrznych. Kolejne trzy aparaty dostarczone zostały 21 października 2019 roku. 8 listopada tego samego roku strona ukraińska i turecka podpisały dokumenty akceptacyjne, będące oficjalnym zakończeniem realizacji umowy zakupu. W październiku 2020 roku ujawniono informacje, iż Ukraina zainteresowana jest pozyskaniem kolejnych aparatów TB2, których liczba oscyluje pomiędzy 24 a 48 samolotami. Taka liczba sugeruje uruchomienie licencyjnej produkcji na terenie Ukrainy. Tego typu rozwiązanie pozwoliłoby zredukować koszty zakupu systemu o około 35%. Produkcją, miałaby się zająć spółka joint venture Black Sea Shield. Powodzenie przedsięwzięcia uzależnione jest od wyników i ocen eksploatacji TB2 na Ukrainie. Turcja nie wyklucza możliwości modernizacji aparatu i przystosowania go do przenoszenia ukraińskiej produkcji wyposażenia[3].
  - Marynarka Wojenna Ukrainy – 15 lipca 2021 roku ukraińskie ministerstwo obrony poinformowało o dostarczeniu ukraińskiej marynarce wojennej pierwszego zestawu TB2. W jego skład weszły cztery aparaty latające, mobilne, kontenerowe stacje kontroli, uzbrojenie i części zamienne. Mobilne stacje kontroli mogą być zainstalowane z powodzeniem na ciężarówkach i pokładach okrętów. Należące do marynarki bezzałogowce mają realizować zadania patrolowe, lokalizowania celów dla nadbrzeżnych baterii rakietowych oraz niszczenia niewielkich lub średnich okrętów bojowych. Nowe TB2 różnią się od wcześniejszych maszyn, przekazanych Ukraińskim Siłom Powietrznym, zwiększonym do 300 km zasięgiem łączności (dzięki dodatkowej naziemnej stacji retlanslacyjnej) oraz trójłopatowym śmigłem[6]. Maszyny trafiły na stan 10. Brygady Lotnictwa Morskiego na lotnisku Mikołajów-Kulbakino[6]. Ukraińska marynarka wojenna miała otrzymać pięć zestawów, w każdym zestawie znajdują się cztery samoloty TB2[21]. Morskie TB2 rozpoczęły loty patrolowe nad Morzem Czarnym od 28 lipca 2021 roku[6].
- Polska – 22 maja 2021 roku polski minister obrony Mariusz Błaszczak poinformował o wyborze tureckiego bezzałogowego aparatu TB2 jako nowego rozpoznawczo-uderzeniowego aparatu dla Sił Zbrojnych. Wybór uzasadniono pilną potrzebą operacyjną i potrzeba zakupu takich aparatów nie była wcześniej publicznie ujawniana ani nie wynikała z programu modernizacji Sił Zbrojnych[22]. Umowa na ich dostarczenie podpisana została 24 maja 2021 w Ankarze[22]. Kontrakt obejmuje dostawę czterech zestawów. W ich skład wchodzą 24 aparaty wraz z uzbrojeniem: pociskami MAM-L i MAM-C[22]. Koszt jednego zestawu oszacowano na 67 milionów dolarów[22]. Kontrakt obejmuje także mobilne stacje kontroli, radary SAR, symulatory, pakiety części zamiennych, szkoleniowy i logistyczny. 28 października 2022 roku, w 12. Bazie Bezzałogowych Statków Powietrznych w Mirosławcu, odbyła się uroczystość przekazania pierwszego egzemplarza TB2 dla sił zbrojnych[23]. Całość zamówienia ma być zrealizowana do końca 2024 roku[22]. W lutym 2023 roku odbyły się pierwsze loty szkoleniowe dostarczonych maszyn, a 29 kwietnia 2023 roku Dowództwo Generalne Rodzajów Sił Zbrojnych poinformowało o udanym teście wykorzystania aparatu do wykonania precyzyjnego uderzenia przy użyciu kierowanej bomby, przeciwko obiektowi nawodnemu na morskim poligonie w Ustce[24]. 16 maja 2024 roku w 12. Bazie Bezzałogowych Statków Powietrznych w Mirosławcu, odbyła się uroczystość odbioru ostatniej partii zamówionych TB2[25].
- Kirgistan – prawdopodobnie na przełomie 2020/2021 roku, Kirgistan zamówił tureckie bezzałogowce. 21 października 2021 roku informację o zakupie nieujawnionej liczby aparatów upublicznił przewodniczący Państwowego Komitetu Bezpieczeństwa Narodowego Kirgistanu Kamczybek Taszijew[20].
- Turkmenistan – 27 września 2021 roku, podczas defilady wojskowej jaka odbyła się w stolicy kraju Aszchabadu, na samochodowych platformach zaprezentowano trzy egzemplarze TB2. Prawdopodobnie w kraju znajduje się sześć aparatów, odpowiadających liczbie jednego zestawu[20].
- Niger – siły powietrzne kraju otrzymały sześć aparatów na początku czerwca 2022 roku. Obok samolotów w skład dostawy weszło uzbrojenie, składające się z naprowadzanych laserowo rakiet Roketsan Cirit. Według komunikatu biura prezydenta kraju, samoloty mają pomóc w zabezpieczeniu granic kraju, zapobiegając wykorzystywaniu terytorium Nigru przez terrorystyczne grupy operujące w rejonie Sahelu i północnej Afryki[26].
- Dżibuti – dwa egzemplarze zostały sfotografowane na początku czerwca 2022 roku w trakcie parady wojskowej, zorganizowanej w ramach obchodów 45-lecia niepodległości kraju[26].
- Kosowo – pod koniec 2022 roku, kosowski minister obrony Armend Mehaj podpisał porozumienie o zakupie systemu Bayraktar TB2. Pięć egzemplarzy samolotu przybyło na lotnisko w Prisztinie 5 maja 2023 roku. Według przywódcy Tureckiej Demokratycznej Partii Kosowa, Fikrima Damka, kraj pozyska tuzin TB2. Aparaty będą operowały z lotniska w Prisztinie[27].
- Albania – fakt nabycia samolotów w 2023 roku ogłosiła Albania[27].
- Rumunia – fakt nabycia aparatów w 2023 roku ogłosiła Rumunia[27].
- Kuwejt – o zawarciu międzyrządowej umowy zakupu tureckich aparatów, ministerstwo obrony Kuwejtu poinformowało 13 czerwca 2023 roku. Wcześniej, 7 czerwca tego samego roku umowę zatwierdzono na posiedzeniu kuwejckiego rządu. Kuwejt sprawdził w praktyce funkcjonalność aparatu, gdy w trakcie prób odbywających się w emiracie w lipcu 2019 roku, maszyna przebywała w powietrzu przez 27 godzin i 3 minuty. Wykonując lot w trudnych warunkach atmosferycznych, przy dużym zapyleniu powietrza, wysokiej temperaturze i silnych wiatrach. Obok samych maszyn o niewymienionej liczbie, zakupiono również nie wymienione z nazwy naprowadzane laserowo pociski i kierowane bomby. mobilne naziemne stacje kontroli misji, sprzęt do walki radioelektronicznej. Producent zapewnia wsparcie logistyczne, obsługę techniczną, wyszkolenie pilotów i obsługi technicznej, dokumentacje techniczną i budowę centrum symulatorów[28].
- Chorwacja – 21 listopada 2024 roku chorwacki wicepremier i minister obrony Ivan Anušić podpisał umowę z producentem aparatów na zakup sześciu maszyn. Obok samych maszyn, umowa obejmuje zakup uzbrojenia, stacjonarne centrum dowodzenia i kontroli, symulator lotu, mobilne stacje kontroli, naziemne stacje transmisji danych, początkowy zestaw części zamiennych. Użytkowanie samolotów objęte jest dwuletnią gwarancją. Dodatkowo producent wyślę na Chorwację swój personel techniczny celem wsparcia eksploatacji, a chorwacki personel wojskowy zostanie przeszkolony w ośrodku wytwórni w Turcji. Obok zastosowań militarnych, chorwackie aparaty mają działać na rzecz Ministerstwa Rolnictwa, Spraw Wewnętrznych, Ministerstwa Gospodarki Przestrzennej, Budownictwa i Mienia Państwowego[29].

## Służba

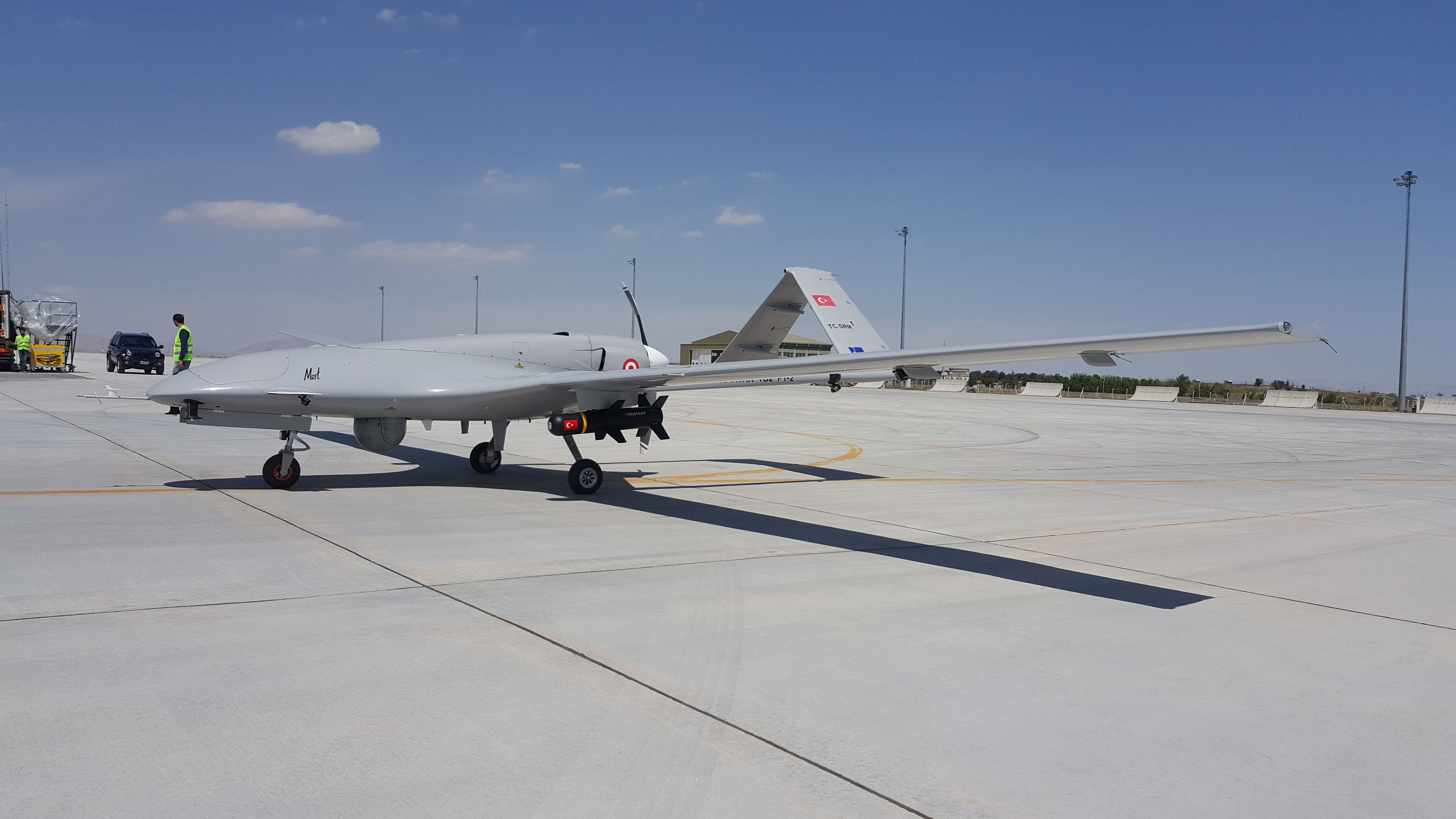
Turecki TB2 uzbrojony w pociski MAM-L

### Partia Pracujących Kurdystanu
Tureckie TB2 zostały skierowane do walki z kurdyjskimi separatystami z Partii Pracujących Kurdystanu (PPK). Aparaty patrolują obszary aktywności separatystów, śledząc i atakując wybrane cele. W przeciwieństwie do wcześniej używanych bezpilotowców, umożliwiły przekazywanie wyników i ataki w czasie rzeczywistym. Używano ich bojowo przynajmniej od 22 czerwca 2016 roku, kiedy poinformowano o zlikwidowaniu grupy „terrorystów” w prowincji Hakkari. Według danych tureckiej organizacji Stowarzyszenie Praw Człowieka – tur. Hakları Derneği (İHD) od 2016 roku do połowy 2019 roku, będące na wyposażeniu wojska i zaangażowane w konflikt TB2, zabiły co najmniej 400 osób. Organizacje praw człowieka krytykują takie działania, podając w wątpliwość sposób identyfikacji ludzi, będących celami ataków oraz fizyczną likwidację własnych obywateli, bez zastosowania procedur prawnych, nakazujących wcześniejsze przedstawienie formalnych zarzutów. Tureccy wojskowi zwracają uwagę na wysoką skuteczność użycia bezzałogowych aparatów. Ich długotrwała obecność w powietrzu wpływa destabilizująco na trasy przerzutu uzbrojenia bojowników PPK i ich przemarsze, zmuszając separatystów do rozpraszania sił.

### Wojna domowa w Libii
Tureckie TB2 były przynajmniej od maja 2019 roku wykorzystywane po stronie Rządu Jedności Narodowej, wspieranego przez Turcję, podczas wojny domowej w Libii. Szacuje się, że do czerwca 2020 roku utracono 24 i być może 8 dalszych. Prawdopodobnie zniszczyły one m.in. 9 samobieżnych zestawów przeciwlotniczych Pancyr-S1, przy tym komentatorzy zwracają uwagę, że większość sukcesów nad zestawami Pancyr wiązała się ze słabym wyszkoleniem ich załóg.

### Wojna o Górski Karabach
Azerskie TB2 zostały użyte bojowo podczas wojny o Górski Karabach z Armenią w październiku–listopadzie 2020 roku. Nie ujawniono informacji ile zestawów posiadał Azerbejdżan. Ich liczbę szacuje się na nie więcej, niż 3–4 zestawy. Utracono przynajmniej trzy egzemplarze. Ich użycie podczas konfliktu stało się szeroko rozpropagowane, jednakże zdaniem ekspertów ich rola została znacznie wyolbrzymiona. Z drugiej strony efektywność aparatów była w dużo większej mierze rezultatem braku skutecznej obrony przed nimi, niż efektem ich wyjątkowych właściwości.

### Wojna w Donbasie
Ukraińskie TB2 rozpoczęły loty operacyjne w marcu 2021 roku, a 9 kwietnia tego roku po raz pierwszy wykonano lot rozpoznawczy nad terytoriami separatystycznych republik Ługańskiej i Donieckiej, wykrywając szereg zabronionego ciężkiego sprzętu rosyjskiego. 26 października 2021 roku, w odpowiedzi na ostrzał artylerii separatystów w obwodzie donieckim, doszło do pierwszego użycia uzbrojenia TB2, który spoza linii rozgraniczenia zaatakował z odległości 11 km bombą MAM-C baterię artylerii, porzuconą następnie przez obsadę, a po zapadnięciu zmroku zniszczył inne działo.

### Inwazja Rosji na Ukrainę
Ukraińskie aparaty TB2 zostały użyte bojowo podczas inwazji Rosji na Ukrainę na przełomie lutego i marca 2022 roku. W toku wojny dostarczono ich dalsze partie z Turcji, dla uzupełnienia strat. Pierwsze doniesienia o użyciu aparatów, wraz z dokumentacją filmową akcji pojawiły się 27 lutego 2022 roku. Wykorzystując małogabarytowe bomby kierowane, TB2 miały zniszczyć elementy systemu Buk-M1-2 i Tor M2 oraz kolumnę holowanych haubic kalibru 152 mm 2A65 Msta-B oraz dwa pociągi z paliwem. Głównym celem dla ukraińskich samolotów bezzałogowych stały się rosyjskie kolumny zaopatrzeniowe. Prezentowane na materiałach filmowych ataki na rosyjskie systemy przeciwlotnicze pokazywały akcje prowadzone przeciw pojazdom w trybie marszowym, w trakcie przemieszczania się pomiędzy pozycjami bojowymi. Skuteczność ukraińskich ataków zmusiła rosyjskie dowództwo do wydzielenia sił zajmujących się obroną przeciwlotniczą kolumn zaopatrzeniowych i logistycznych. Od 3–4 marca zaczęto obserwować konwoje ochraniane przez aktywne systemy Tor i Pancyr. Towarzyszą im również śmigłowce bojowe. W znikomym stopniu rosyjskie wojska wykorzystują przeciwko ukraińskim samolotom bezzałogowym własne systemy walki elektronicznej, zdolne do zakłócania lub przerwania komunikacji pomiędzy aparatami a ich operatorami naziemnymi. Ich skuteczność została z pozytywnym rezultatem przetestowana we wcześniejszych konfliktach z udziałem Rosji. Jednakże nawet bez systemów walki elektronicznej, nad obszarami działania aktywnej rosyjskiej obrony przeciwlotniczej, skuteczność TB2 uległa obniżeniu. Według strony ukraińskiej, w pierwszych dniach wojny na skutek ataku TB2 zniszczony został pod Kijowem oddział czeczeńskich żołnierzy, przy czym miało zginąć 70 żołnierzy i generał czeczeński Magomied Tuszajew. Skuteczne użycie Bayraktarów zostało na tyle rozpropagowane przez ukraińską armię jako element wojny psychologicznej, że w mediach społecznościowych popularność zyskała poświęcona im piosenka Bayraktar.
Według źródeł rosyjskich ukraińskie TB2 brały udział w atakach na rosyjskie instalacje wojskowe oraz składy broni i amunicji znajdujące się na terytorium Rosji na początku maja 2022 roku. Ukraina oficjalnie nie potwierdziła tych wiadomości.
17 marca 2022 roku rosyjskie ministerstwo obrony opublikowało zdjęcia zestrzelonego ukraińskiego TB2. Aparat został utracony w obwodzie kijowskim. Był to pierwszy udokumentowany przypadek utraty tego typu samolotu. Do 25 marca strona rosyjska poinformowała o zestrzeleniu 35 ukraińskich TB2. Brak jednak dowodów na zniszczenie większości z nich. Pomimo walk Ukraina nadal sprowadzała nowe aparaty z Turcji, dzięki czemu była w stanie kompensować straty.
Na początku maja 2022 ukraiński Bayraktar zniszczył rosyjski śmigłowiec Mi-8 w trakcie zawisu, kiedy Rosjanie próbowali dostarczyć desant żołnierzy na należącą do Ukrainy Wyspę Wężową położoną na Morzu Czarnym. Jest to pierwszy przypadek od początku tej inwazji, kiedy dron zniszczył pilotowaną jednostkę powietrzną znajdującą się w powietrzu, i prawdopodobnie w ogóle pierwsze w historii konfliktów zbrojnych skuteczne i udokumentowane użycie aparatu bezzałogowego przeciw obiektowi powietrznemu w locie.
Jesienią 2022 turecki producent TB2 zapowiedział, że zamierza wyposażyć swoje drony w broń przeciwlotniczą (powietrze-powietrze) systemu Sungur, która mogłaby posłużyć m.in. do walki z wprowadzonymi przez Rosję do walki (głównie przeciw celom cywilnym) irańskim aparatami Shahed 136.
Pomiędzy 24 lutego a 16 czerwca 2022 roku udokumentowano stratę 9 ukraińskich TB2. Nie jest jasne ile ostatecznie aparatów trafiło w ręce ukraińskich sił zbrojnych, tym bardziej że straty były uzupełniane już w trakcie trwania konfliktu. Tak jak na początku wojny w mediach społecznościowych strona ukraińska zamieszczała dużą liczbę filmów prezentujących TB2 w akcji, tak od maja brak jest praktycznie relacji z ich użycia. Może to oznaczać, iż poniesiono duże straty w liczbie dostępnych aparatów i strona ukraińska stara się je zachować tylko do realizacji najważniejszych pod względem strategicznym zadań albo też, że nie chce w ten sposób dostarczać przeciwnikowi informacji, które mogłyby być wykorzystane przezeń do skuteczniejszego przeciwdziałania ukraińskim bezzałogowcom. Według niepotwierdzonych informacji Ukraina posiadała około 20 aparatów w służbie, około połowa z nich została utracona w wyniku działań bojowych.
Skuteczność Bayraktar TB2 w zwalczaniu rosyjskiej techniki wojskowej była oceniana bardzo wysoko, jednak w dużej mierze był to skutek działania ukraińskiej propagandy. Duże aparaty bezzałogowe, powolne i o ograniczonej manewrowości, pozbawione systemów ostrzegających o opromieniowaniu radarowym lub wykrywających płomień odpalonej rakiety, są łatwym celem dla wielowarstwowej obrony przeciwlotniczej. Rosjanie, nieprzygotowani do walki z ukraińskimi dronami, w początkowej fazie wojny ponosili starty spowodowane ich atakami, nagłaśnianymi w mediach. Jednak wraz z zebranym doświadczeniem, potrafili skutecznie powstrzymać ofensywę dużych, uderzeniowych aparatów bezzałogowych.
1 marca 2023 roku Congressional Research Service, apolityczna komórka analityczna Kongresu Stanów Zjednoczonych, opublikowała raport przeznaczony dla członków Kongresu, który przedstawiał analizę celowości wysłania na Ukrainę samolotów bezzałogowych MQ-1 Predator lub MQ-9 Reaper. Jednym z podstawowych wniosków, jaki przedstawił raport, była informacja o niskiej przeżywalności dużych bezzałogowych samolotów na ukraińskim polu bitwy. W toku działań wojennych strona ukraińska utraciła blisko 90% dostarczonych im przez Turcję Bayraktarów TB2. Z drugiej strony podkreślono skuteczność i efektywność amunicji krążącej i małych, taktycznych bezzałogowców rozpoznawczych. Małe, działające w rozproszeniu aparaty, są dużo trudniejsze do wykrycia i unieszkodliwienia, niż duże i latające wysoko bezzałogowce Bayraktar TB2 i jemu pokrewne. Tym samym, po okresie wykorzystywania TB2 w misjach typowo uderzeniowych, ograniczono ich zakres do wykonywania zadań rozpoznawczych, ograniczając ryzyko zestrzelenia.